# قصر یخی (فیلم ۱۹۶۰)
قصر یخی (به انگلیسی: Ice Palace) یک فیلم سینمایی آمریکایی در ژانر ماجراجویی درام داستانی تاریخی با سیستم تکنی کالر به کارگردانی وینسنت شرمن با بازی ریچارد برتون، رابرت رایان، کارولین جونز و مارتا هایر می باشد.     